# ロバート・グールド・ショー
ロバート・グールド・ショー(Robert Gould Shaw,1837年10月10日-1863年7月18日)は1863年にアメリカ南北戦争に参入した、全黒人部隊の第54マサチューセッツ歩兵連隊の大佐であった。サウスカロライナ州チャールストンの近くでの第二次ワグナー砦の戦いで戦死した。彼の活躍は1989年の映画「グローリー」の主題に使われた。

## 初期の生涯
ショーはマサチューセッツ州のボストンの著名な奴隷解放論者の家族に生まれた。彼の両親は、フランシス・ジョージとセイラー・ブレイク・スターギス・ショーであり、彼には四人の姉妹、アンナ、ジョセフィーヌ、スザンナとエレンがいた。彼は、ブルック農場の近くのウェスト・ロックスバリーの大豪邸に5歳の時に家族と共に引っ越してきたユニテリアンだった。十代の時に、スイス、イタリア、ハノーヴァー、ノルウェーとスウェーデンに留学と旅行をした。彼の家族はニュー・ヨークのステイタン島に移住して、文学者と奴隷解放論者のコミュニティに定住した。彼は、セント・ジョンズ大学の初等科（学園の中で高等学校に等しく、後にフォーダム大学になった。）に入学して、1856年から1859年までハーバード大学で学び、クラブ「ポーセリアン」のメンバーであった。しかし、卒業前に退学した。

## 南北戦争

### 第7ニューヨーク歩兵連隊
エイブラハム・リンカーンが大統領に選出された後、南部の州は合衆国連邦から脱退した。ショーは第7ニューヨーク歩兵連隊に入隊して、1861年4月のワシントン攻防戦に参加した。部隊は30日間だけ参加した。

### 第2マサチューセッツ歩兵連隊
1861年に、ショーは第2マサチューセッツ歩兵連隊の少尉になった。

### 第54マサチューセッツ歩兵連隊
1862年の後半に父親によって、新しい全黒人連隊「第54マサチューセッツ歩兵連隊」の指揮を執るという話が持ちかけられた。最初、この申し出を断ったが、熟慮した後この地位を受け入れた。ショーの手紙ははっきりと、この自由黒人部隊を引き継ぐことへの疑問を述べているが、部下達の献身が彼に強い印象を与えた。ショーは彼らを素晴らしい兵士達だと尊敬するようになった。黒人兵士が白人兵士より少ない給与を受け取ることを知ったとき、彼はこの不平等が改善されるまでボイコットさせた。第54連隊と姉妹部隊の第55連隊は、1864年に合衆国議会が黒人の給料を白人と同じ金額にするまで給与の受け取りを拒否した。
1863年3月31日にショーは少佐に昇進して、4月17日に大佐に昇進した。

## 結婚
1862年5月2日に、ショーはニューヨーク市でアニー・ニーランド・ハガーティーと結婚した。彼らは両親の懸念をよそに、部隊がボストンを離れる前に結婚した。彼らはマサチューセッツ州レノックスのハガーティー農場で短いハネムーンを過ごした。

## 手紙
ロバート・ショーは、南北戦争中に家族と友人に書いた200以上の手紙によってよく知られている。それらは、現在ハーバード大学のヒュートン図書館に納められている。「運命の青い目の子供（Blue-eyed Child of Fortune）」という本は手紙のほとんどとショーの短い伝記を収録している。それらは、ケン・バーンズによって、ドキュメントの労作である「南北戦争（The Civil War）」に自由に引用されている。ピーター・バーチャードもこれらの手紙を基にして、映画「グローリー」の原作となった「ある偉大な突撃（One Gallant Rush）」を書いている。

## 第2次ワーグナー砦の戦いでの戦死
第54連隊は、南軍の基地に対する作戦に参加するためにサウスカロライナ州のチャールストンに送られた。1863年7月18日、白人部隊の二つの旅団と共に、南軍のワーグナー砲台に突撃した。部隊が、南軍の砲撃に立ち向かうことを躊躇しているとき、ショーは部下を率いて「前進、第54連隊、前進」と叫んだ。彼は胸壁を上って、部下達に前進させようとした。しかし、彼は心臓を撃たれ、ほぼ即死した。第54連隊の黒人軍曹によると、彼は先頭に立って部隊を前進させようとして撃たれ、要塞の外側に落ちた。
勝利した南軍は、彼を彼の多くの部下と一緒に集団墓地に埋葬した。それは侮辱を意図した行為であった。この戦闘の後に、南軍のジョンソン・ハーグッド司令官は、他の戦死した北軍将校の遺体を返還したが、しかし、ショーの遺体はその集団墓地に残したままだった。しかし後にショーの父親は「息子がそのような方法で埋葬された事を誇りに思っている。」と語っている。
ロバート・ショーの死後、彼の若妻、アニーは彼女の姉妹と住むためにヨーロッパに移住して、二度と結婚しなかった。